# スティーブン・ロバートソン
スティーヴン・ロバートソン（Steven Robertson、1977年1月1日 - ）はスコットランド出身の俳優。

## 経歴
スコットランドのシェトランド諸島ヴィドリンで生まれる。ヴィドリンの公立学校で初等教育を受け、ラーウィックのアンダーソン高校を卒業した。その後、ロンドンのギルドホール音楽演劇学校で演技を学んだ。2004年にダミアン・オドネルの『ダンシング・インサイド/明日を生きる』にして注目されるようになる。

## 主な出演作品

### 映画
- 『ダンシング・インサイド/明日を生きる』 (2004)
- 『キングダム・オブ・ヘブン』 (2005)
- 『戦場のアリア』 (2005)
- 『エリザベス:ゴールデン・エイジ』 (2007)

### ドラマ
- 『シェトランド』 (2013 - )[1]
- 『ドクター・フー 』第9シリーズ「湖の底」「洪水の前」 (2015)[2]